# Sercomtel
A Sercomtel é uma empresa de telecomunicações com sede em Londrina, Paraná. Opera telefonia fixa e celular, GSM e 3G, além de longa distância pelo código 43 e banda larga, internet rápida e de alta velocidade.     

## Área de atuação
A operadora está presente em cidades do Norte, Noroeste e Sul paranaense, como concessionária ou em telefonia fixa na condição de autorizada.

## História
Por iniciativa do prefeito de Londrina, Hosken de Novaes, a câmara de vereadores aprovou a criação de uma operadora de telefonia para os londrinenses. Aprovado em outubro de 1964, tornou-se a Lei nº 934 e criou, assim, o Serviço de Comunicações Telefônicas de Londrina – SERCOMTEL, como um departamento da prefeitura. Todavia, pouco depois, em 1º de janeiro de 1966, a Lei 1.058 converteu a Sercomtel em uma Autarquia Municipal, inaugurada oficialmente no dia 6 de julho de 1968.
Foi a quarta empresa de telefonia a integrar o sistema de Discagem Direta à Distância (DDD), com o estabelecimento da central de trânsito da Telepar, em 8 de março de 1971, sendo as outras três cidades São Paulo, Curitiba e Porto Alegre.
Em 1973 houve a primeira expansão telefônica, que viabilizou 5.200 novos terminais. Mas outra já estava a caminho, a segunda expansão, que colocou em funcionamento mais 10.400 linhas, o que iria representar, em sua instalação, um excepcional incremento. De fato, com as novas linhas, Londrina passava a ter 22.800 terminais, isto em apenas oito anos depois da inauguração da autarquia.

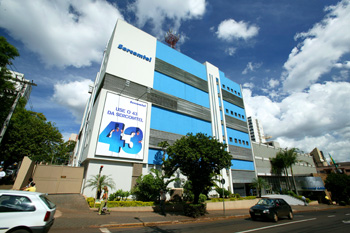
Fachada atual da Sercomtel

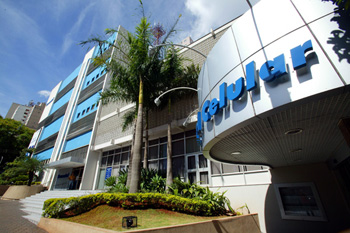
Fachada da Sercomtel Celular

Em 1985, a empresa anunciou a terceira expansão, garantindo ainda mais acesso aos serviços de telefonia à população londrinense e de distritos vizinhos. Essa expansão contou com três fases, sendo a última concluída no final de 1989 e início de 1990. 
Nessa época, Londrina passou a contar com 70.997 terminais telefônicos, atingindo a média de 19,45 aparelhos para cada 100 habitantes, média excepcional e a mais elevada do País naquele momento.
Foi nesse tempo também, que novos serviços foram colocados à disposição dos usuários, como o DLC – Discagem Local a Cobrar, implantado em 1989, além dos chamados Serviços Suplementares CPA: atendimento simultâneo ou chamada em espera, bloqueio controlado de chamadas originadas, consulta, conferência e transferência, discagem abreviada, linha executiva, memória ou chamada registrada, não perturbe, transferência de chamada em caso de linha ocupada, transferência de chamada em caso de não-atendimento e transferência temporária de chamadas – siga-me. 

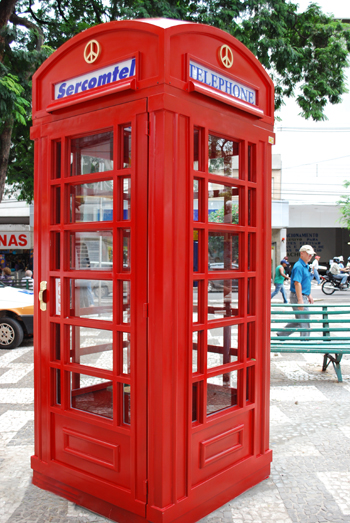
Réplica da cabine inglesa, instalada pela Sercomtel

Em 1992, trouxe o serviço móvel celular para Londrina, que tornou-se a primeira cidade do interior e a quarta do Brasil a receber o serviço, ativado em caráter experimental no dia 26 de novembro do mesmo ano. Também foi a primeira operadora de telefonia do Brasil a comercializar Internet, cujo lançamento data de 5 de março de 1996 e em Londrina, foi a segunda empresa a lançar o serviço - quatro meses antes da Sercomtel, o provedor de acesso LDA Palm começou a vender o produto. É que na época, em 1995, não existia ainda uma definição de autorização para que as operadoras comercializassem Internet.
Em meados da década de 1990 a foi transformada em sociedade anônima de economia mista, deixando de ser uma autarquia municipal.
Em 1998, a Copel torna-se acionista ao adquirir 45% das ações e em 1999, as duas empresas criam outro provedor, o Onda, passando a ser o maior provedor do Estado, cobrindo, em 1999, dez cidades.
Em 2001, seu provedor voltou a operar sozinho em Londrina usando o nome anterior, Internet by Sercomtel. 
Com as mudanças operadas no setor de telecomunicações no final da década de 1990, a Sercomtel teve que redefinir a sua estrutura empresarial, seguindo as novas normas relativas à telefonia celular e optando pelo modelo de cisão, que dividia a empresa em duas: Sercomtel S.A. – Telecomunicações, congregando a telefonia fixa e outros serviços; e a Sercomtel Celular S.A., respondendo pela telefonia celular, Banda A, nos municípios de Londrina e Tamarana. 

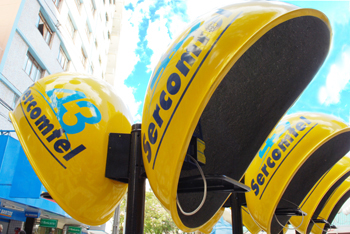
Orelhões da Sercomtel na região central de Londrina

Em 2003, a Sercomtel Celular colocou em operação a sua rede GSM e, cinco anos depois, entra em operação comercial a rede de terceira geração (3G) da empresa. Nessa época, a operadora fixa também inicia a sua política de expansão, passando a oferecer serviços em várias cidades do norte-paranaense, como Cambé, Ibiporã, Arapongas, Rolândia, Apucarana e Maringá, esta última feita em parceria com a Copel, uma das suas acionistas. 
Em 2009, a expansão ganhou ainda mais força devido a autorização concedida pela Anatel (Agência Nacional de Telecomunicações) para que esta pudesse oferecer seus serviços de telefonia fixa em todo o Estado do Paraná. Um ano depois, a Sercomtel Celular e o Grupo Wertt lançaram o freakom, um serviço inédito no mundo que permite aos clientes da operadora fazerem ligações gratuitas de um minuto após ouvir anúncio publicitário.
Também em 2010, lançou o primeiro serviço de internet rápida para linhas fixas pré-pagas do país, batizado de internet e-conômica. Em dezembro de 2011, a Sercomtel Celular ganha a licitação de radiofrequência promovida pela Anatel que permitirá à companhia operar a telefonia móvel em 97 municípios na região 43 (Norte do Paraná). Em março de 2012, a Sercomtel Fixa começou a operar em Curitiba e mais 16 cidades da região metropolitana, em parceria com a sócia Copel. Em 2012, a operadora lançou a sua televisão por assinatura via satélite por DTH e com tecnologia HD
Em 2015, foi avaliada como uma das melhores operadoras nos serviços de telefonia fixa e telefonia móvel pré-paga.
Em meio à crise econômica de 2014, a empresa possuía uma dívida de mais de 200 milhões de reais em 2017.
Até 2020, a companhia tinha como acionistas a Prefeitura de Londrina (55%) e a Copel (45%).

## Privatização
Em agosto de 2020, a empresa foi arrematada num leilão pelo "Fundo de Investimentos Bordeaux" por R$ 130 milhões. Com 97,4% das ações, a Bordeaux é o sócio controlador da empresas e o restante das ações permanecem com a prefeitura de Londrina, a Copel Telecom e demais investidores.

## Produtos
- Telefonia fixa e móvel (GSM e 3.5G), na modalidade pós e pré-paga.
- Acesso à Internet banda larga (ADSL), 3.5G, discada e plano pré-pago de banda larga popular.

## Patrocínios
A empresa sempre apoiou financeiramente equipes de desportos, como o voleibol Londrina/Sercomtel, o futsal Londrina/Sercomtel , o handebol Unopar Londrina/Sercomtel, o atletismo FEL/Sercomtel/Caixa, o Paraná Soccer Technical Center e o Londrina Esporte Clube.

## Diretoria
- Diretor Presidente: Márcio Tiago Martins Arruda
- Diretora Jurídico Regulatória: Mariana Barreto Rezende de Oliveira
- Diretora de Gestão: Rosangela Miqueletti Martins de Oliveira
- Diretor Comercial: Agnaldo Cesar Aversani
- Diretor Técnico: Tiago Carnelós Caetano

### Presidentes anteriores
- Claudio Sergio Tedeschi
- Hans Muller (2017 - 2018)
- Luiz Carlos Adaty (2016 - 2017)
- Guilherme Casado  (gestão: maio a dezembro de 2016) [16]
- Christian Schneider (gestão: 2013 a maio de 2016) [17]
- Kentaro Takahara (gestão: 2012)[18]
- Roberto Coutinho Mendes (gestão: agosto a dezembro de 2011)[19]
- Fernando Lopes Kireeff (gestão: fevereiro de 2009 a agosto de 2011) [20]
- Mário Jorge de Oliveira Tavares (gestão: janeiro a fevereiro de 2009) [21]
- Gabriel Ribeiro de Campos (gestão: abril de 2006 a dezembro de 2008) [22]
- João Batista Rezende (gestão: 2003 a abril de 2006) [23]
- Francisco Roberto Pereira (gestão: 2001 a 2002) [24]
- Rubens Pavan (gestão: 1997 a 2000) [25]
- Gilbert Garcia de Souza (gestão: fevereiro a dezembro de 1996) [26]
- Assad Jannani (gestão: 1993 a janeiro de 1996) [27]
- Jackson Proença Testa (gestão: agosto de 1990 a dezembro de 1992) [28]
- Luiz Carlos Bellinetti (gestão: janeiro de 1989 a julho de 1990) [29]
- Nivaldo Gotti (gestão: fevereiro de 1983 a dezembro de 1988) [30]
- Nilo Dequêch (gestão: fevereiro de 1983) [29]
- Carlos Klamas (gestão: agosto de 1978 a fevereiro de 1983) [31]
- Aldyr Dias Vianna (gestão: maio a agosto de 1978) [29]
- Robert Prochet (gestão: fevereiro de 1977 a maio de 1978) [29]
- João Gilberto Santos (gestão: agosto de 1971 a janeiro de 1977) [29]
- Flávio Braun Garcia (gestão: fevereiro de 1969 a agosto de 1971) [32]
- Theobaldo Cioci Navolar (gestão: 1968) [33]